# Руис, Лоренсо
Лоренсо Руис (исп. Lorenzo Ruiz; 28 ноября 1594 или около 1600, Манила — 29 сентября 1637, Нагасаки) — филиппинский миссионер, католический святой, первый филиппинский святой.

## Биография
Лоренсо Руис родился в районе Манилы Бинондо, в семье китайца и филиппинки, оба родителя были католиками. Руис выучил китайский и тагальский языки. В детстве он был министрантом в церкви Бионондо, несколько лет обучался доминиканцами, затем получил должность каллиграфа.
Руис был женат, имел двух сыновей и дочь, работал клерком в церкви Бинондо. В 1636 году он был ложно обвинён в убийстве испанца, в результате чего ему пришлось бежать из Манилы. 10 января 1636 году он сел на корабль, направлявшийся на миссию в Японию. Другими миссионерами были священники Антонио Гонсалес, Гильермо Курте, Мигель де Аосараса, японский священник Висенте Сиводзука де ла Крус и прокажённый мирянин Ласаро.
В то время в Японии по властью сёгуната Токугава христиане подвергались жестоким гонениям. Вскоре после высадки миссионеров на Окинаве, они были схвачены, доставлены в Нагасаки и подвергнуты страшным пыткам (Цуруси) . 27 сентября 1637 года Руис был подвешен за ноги вниз головой, через два дня агонии он умер от удушья и потери крови. Все его спутники также погибли.

## Прославление
Лоренсо Руис и большая часть его спутников были беатифицированы папой Иоанном Павлом II 18 февраля 1981 года во время его визита в Манилу, канонизированы им же 18 октября 1981 года.
Днём памяти Лоренсо Руиса является 28 сентября.